# Level-5
Level-5 Inc. (株式会社レベルファイブ Kabushiki-gaisha Reberu Faibu?) är en fristående datorspelsutvecklare och -utgivare baserat i Fukuoka, Japan. Företaget, som för närvarande har omkring 200 anställda, grundades i oktober 1998 av Akihiro Hino efter att han hade lämnat den japanska spelutvecklaren Riverhillsoft. Hino designar, planerar och producerar alla av Level-5:s spel, och fungerar både som president och VD för företaget.

## Producerade spel

### Playstation 2
Dark Cloud-serien
- Dark Cloud (2000)
- Dark Chronicle (Dark Cloud 2) (2002)

Övriga spel
- Dragon Quest VIII: Journey of the Cursed King (2004)
- Rogue Galaxy (2005)
- Rogue Galaxy: Director's Cut (2007)

### Playstation Portable
- Jeanne d'Arc (2006)
- Danbōru Senki (2011)
- Danbōru Senki Boost (2011)
- Mobile Suit Gundam AGE (2012)
- Time Travelers (2012)

### Nintendo DS
Professor Layton-serien
- Professor Layton and the Curious Village (2007)
- Professor Layton and Pandora's Box (2007)
- Professor Layton and the Lost Future (2008)
- Professor Layton and the Spectre's Call (2009)[1]

Inazuma Eleven-serien
- Inazuma Eleven (2008)
- Inazuma Eleven 2 Kyoui no Shinryakusha: Blizzard (2009)[1]
- Inazuma Eleven 2: Kyoui no Shinryokusha: Fire (2009)[1]
- Inazuma Eleven 3: Challenge the World: Bomber (2010)[2]
- Inazuma Eleven 3: Challenge the World: Spark (2010)[2]
- Inazuma Eleven 3: Challenge the World: The Ogre (2010)[2]

Atamania-serien
- Paul Sloane and Des MacHale's Intriguing Tales (2009)[1]
- Paul Sloane and Des MacHale's Intriguing Tales 2 (2009)[1]
- Professor Tago's Mental Gymnastics #1: A Puzzle-Solving Journey Around the World (2009)[1]
- Professor Tago's Mental Gymnastics #2: A Puzzle-Solving Adventure Across the Universe (2009)[1]
- Professor Tago's Mental Gymnastics #3: A Puzzle-Solving Fairytale in Wonderland (2009)[1]
- Professor Tago's Mental Gymnastics #4: A Puzzle-Solving Trip on a Time Machine (2009)[1]

Övriga spel
- Dragon Quest IX: Sentinels of the Starry Skies (2009)[2]
- Ni no Kuni: Shikkoku no Madōshi (2010)[2]

### Playstation 3
White Knight Chronicles Series
- White Knight Chronicles (2008)
- White Knight Chronicles EX Edition (2009)[2]
- White Knight Chronicles II[3] (2010)[2]

Other Games
- Ni no Kuni: Wrath of the White Witch (2011)

### Wii
- Inazuma Eleven Strikers (2011)[4]
- Inazuma Eleven Strikers 2012 Xtreme (2011)

### Nintendo 3DS
Professor Layton-serien
- Professor Layton and the Miracle Mask (2011)
- Professor Layton vs. Phoenix Wright: Ace Attorney (2012) [5]
- Professor Layton and the Azran Legacy (2013) [6]

Inazuma Eleven-serien
- Inazuma Eleven GO Shine (2011) [7]
- Inazuma Eleven GO Dark (2011) [7]

Övriga
- Girl's RPG Cinderelife (2012) [8][9]
- Fantasy Life (2012)
- Guild01 (2012)
- Time Travelers (2012) [5]
- Yo-kai Watch (2016)

### Playstation Vita
- Time Travelers (2012)

### Arkad
- Inazuma Eleven Strikers 2012 Xtreme (2011)
- Danbōru Senki Data Carddas (2011)

### IOS
- Layton Brothers: Mystery Room (2012)

### Roid
- Professor Layton and the Mansion of the Deathly Mirror (2008) [10]
- Paul Sloane and Des MacHale's Intriguing Tales (2009)[1]
- Caba-Jyo-P (2009)[1]
- Paul Sloane and Des MacHale's Intriguing Tales 2 (2009)[1]
- Yuuenchi wo Tsukurou Revolution (2009)
- Treasure Island (2009)
- Elf the Dragon (2009)
- Inazuma Eleven Future (2009)
- Professor Layton's London Life (2009)
- Ni no Kuni Hotroit Stories (2010)[2]
- Inazuma Eleven Dash (2010)[2]
- Danboard Senki (2011)